# باغ استوایی نانگ نوچ

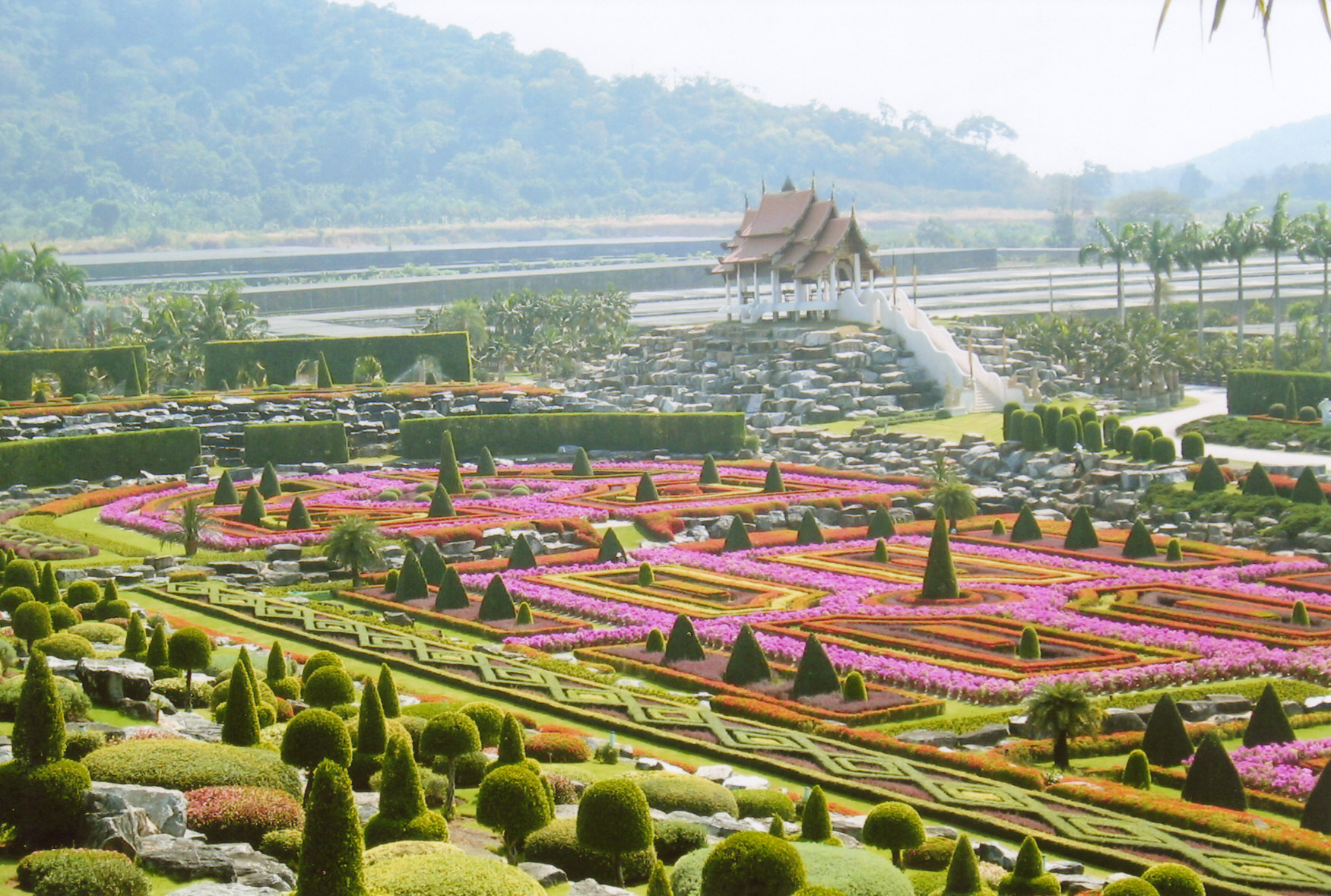
باغ نونگ نوچ

باغ استوایی نونگ نوچ(به انگلیسی"Nong Nooch Tropical Garden") یک باغ گیاه‌شناسی می‌باشد که در کشور تایلند و استان چونبوری واقع است، که دارای انواع گونه‌های گیاهی و درختان کوچک و بزرگ می‌باشد که می‌توان به معروف‌ترین آن‌ها: گل ارکیده و نخل‌های تایلندی اشاره کرد.

## نگارخانه

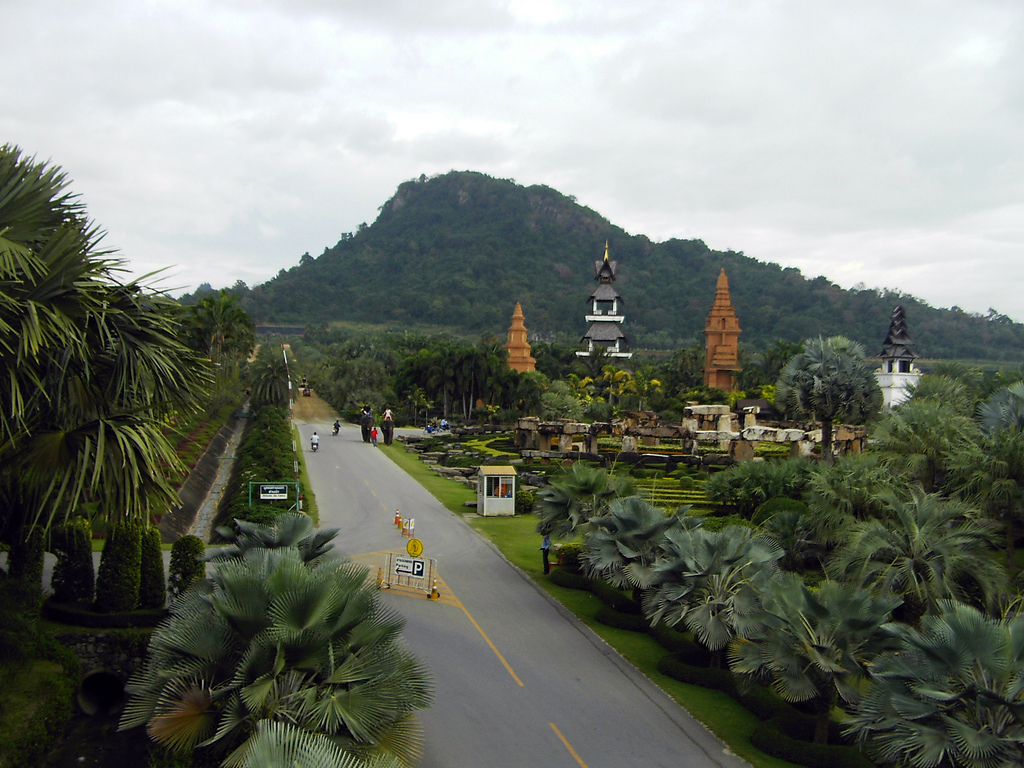
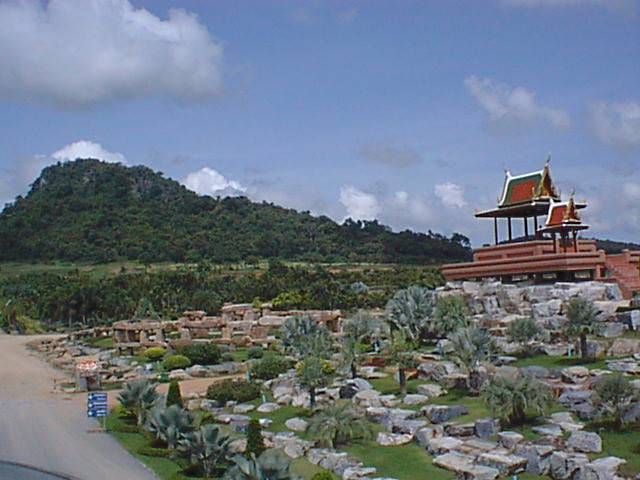
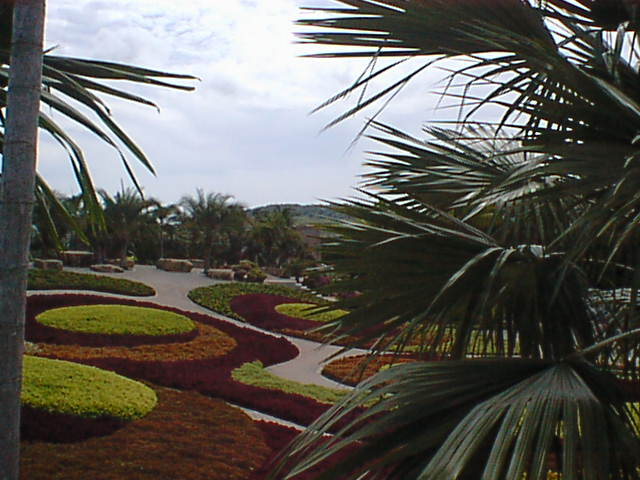
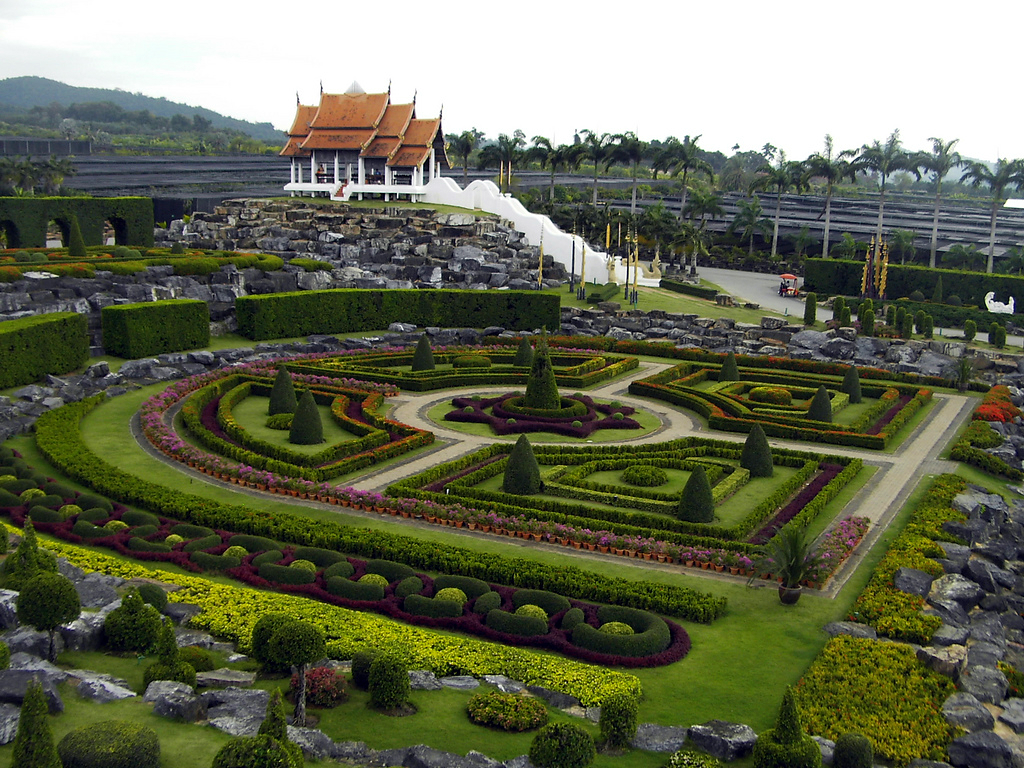